# 張肇元

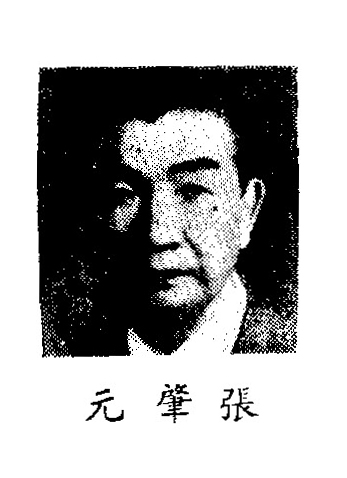
張肇元近照

張肇元（1892年—？）名晟，字肇元，以字行。浙江省鄞县人。中华民国政治人物。

## 生平
張肇元生于1892年（清朝光绪八年)。圣约翰大学文科学士，美国哥伦比亚大学经济学硕士，芝加哥大学法学博士。曾执业律师，并任江汉关监督、税务总处处长。1927年4月，任武汉国民政府财政部次长，并署理部长。
1927年10月20日至1928年1月12日，任南京国民政府财政部参事。1938年12月24日，任国民政府立法院第四届立法委员，并任立法院外交委员会委员。 1946年11月，为制宪国民大会代表。1948年，当选行宪第一届立法院立法委员。1948年5月至 12月，担任立法院秘书长。
后来，張肇元曾任台湾永安纺织公司董事长。

## 著作
- 張肇元，張肇元回忆录，正中书局，1976年

## 荣誉
- 三等景星勋章（1946年1月1日批准[5]）